# Vighizzolo d'Este
Vighizzolo d'Este (Vighissolo in veneto) è un ex comune di 869 abitanti, ora frazione del comune di Santa Caterina d'Este, nella provincia di Padova in Veneto.
Piccolo paese della Bassa padovana un po' discosto dalle più importanti vie di comunicazione, presenta una economia prevalentemente agricola.
A seguito di un referendum consultivo, il 22 gennaio 2024 Vighizzolo d'Este si è fuso con Carceri, creando il nuovo comune di Santa Caterina d'Este.

## Storia
Le origini sono molto antiche, il nome sembra che derivi da Viculus (ovvero "piccolo villaggio"); le prime notizie scritte portano la data dell'anno 980 d.C. in un documento per la permuta di terreni tra il vescovo di Verona e due coniugi di Monselice. Dopo di questo si hanno altri documenti dove è indicato il paese "Vigizolo", uno del 1077 dove l'imperatore Enrico IV indicava i possedimenti dei marchesi d'Este.
Il paese a quel tempo era un susseguirsi di paludi e canali con un lago che doveva essere alquanto pescoso ed il paese si trovava proprio su l'unico punto di passaggio tra questi canali.
Vista l'importanza del luogo ben presto sorse una fortificazione più volte distrutta e ricostruita: se ne ha l'ultima notizia nel 1483 da uno scritto di un viaggiatore "Vigizuol dov'è un castelletto che già io fu; vè castelan a £ 44 al mese, soldi 10. Or ne resta solo una torre sdruscida".
Nel 1248 subisce l'attacco di Ezzelino III da Romano, riconquistata nel 1323 da Corrado di Vigonza passa nel 1334 al marchese Malaspina, appoggiato dagli Scaligeri, signori di Verona. Dopo una parentesi di dominio del marchese Aldovrandino d'Este, è ceduta ai Carraresi. Nel 1405, come tutto il territorio circostante, entrerà a far parte dei domini della Repubblica di Venezia.
Nel Cinquecento, con l'avvento della Repubblica di Venezia, si hanno le prime opere di bonifica che furono completate solo nel 1920-21.
Della chiesa parrocchiale dedicata a San Giovanni Battista si ha notizia dal 1077. Nel 1178 viene citata in un atto di donazione del vescovo di Padova al monastero di Carceri: di tale chiesa non conosciamo l'aspetto, mentre sappiamo che nel 1489 essa risultava quadrata con un'area di circa 10 metri e un campanile sul lato sinistro. Subì diversi rifacimenti per prendere la forma attuale nel 1757 in stile barocco.

### Simboli
Il comune utilizzava liberamente uno stemma seppur privo di concessione ufficiale.
Il carro probabilmente rappresentava il carattere agricolo della zona, ed è di colore bianco per l'abbondante farina ricavata dalle vaste distese di frumento, cereale da sempre coltivato in queste terre. Le stelle, al posto delle tradizionali ruote, indicano i due nuclei abitati compresi nel comune: Vighizzolo d’Este (capoluogo) e la frazione Tre Canne. Il campo azzurro ricorda le acque del lago che qui si trovava ed in cui era fruttuosamente esercitata la pesca.
Il gonfalone era un drappo partito di bianco e di azzurro.

## Monumenti e luoghi d'interesse

### Architetture religiose

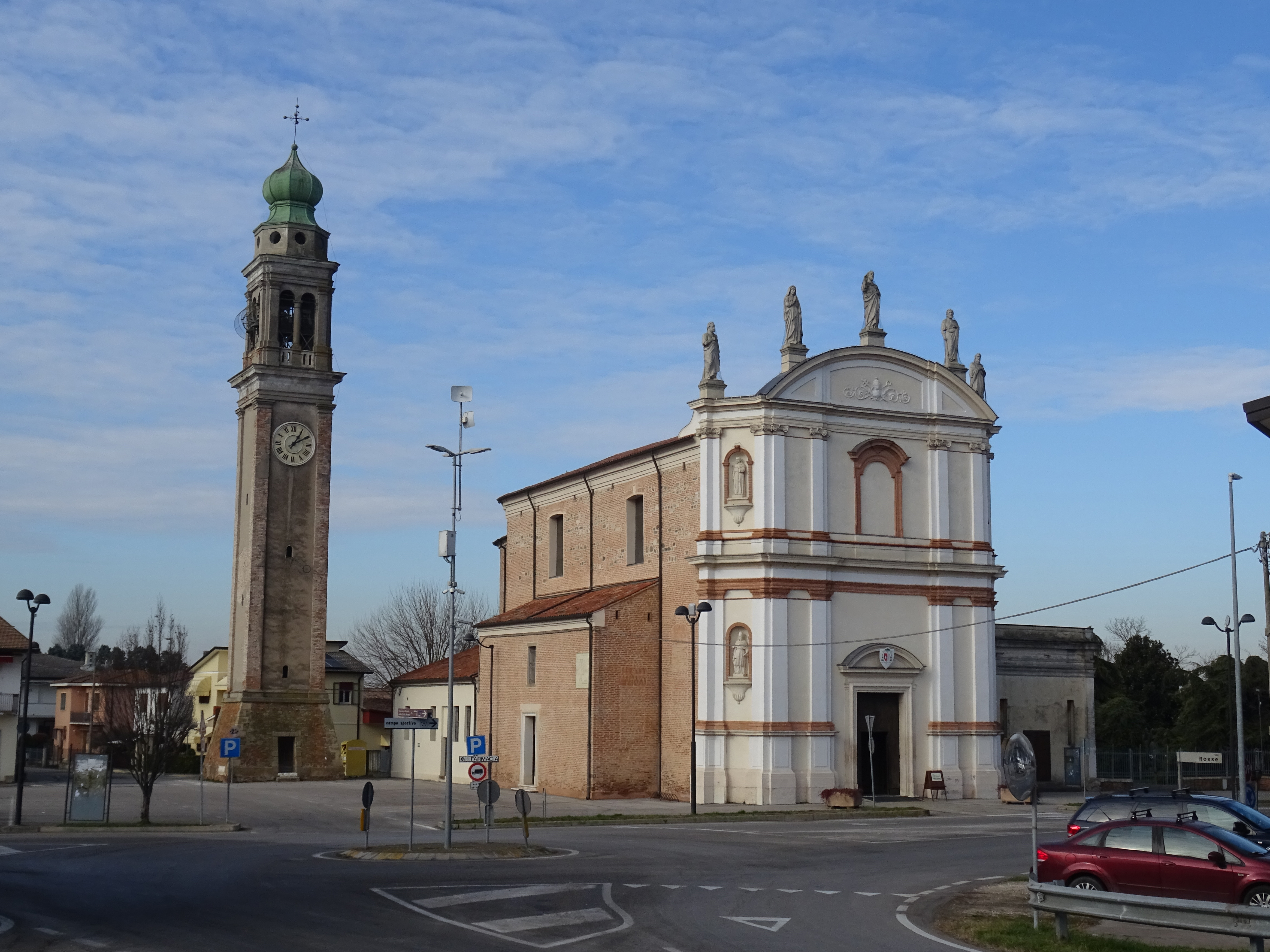
Chiesa di San Giovanni Battista
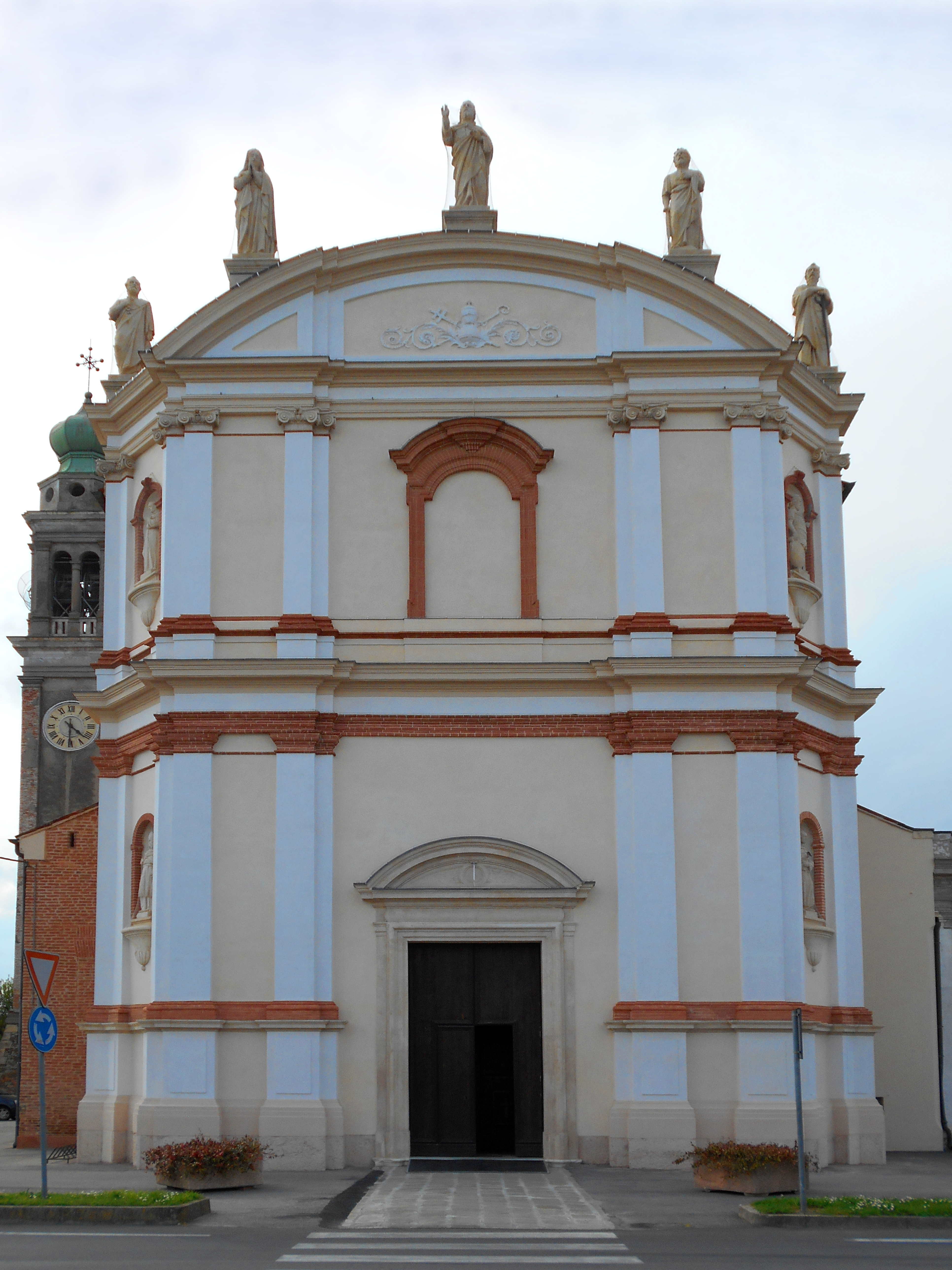
Chiesa di San Giovanni Battista
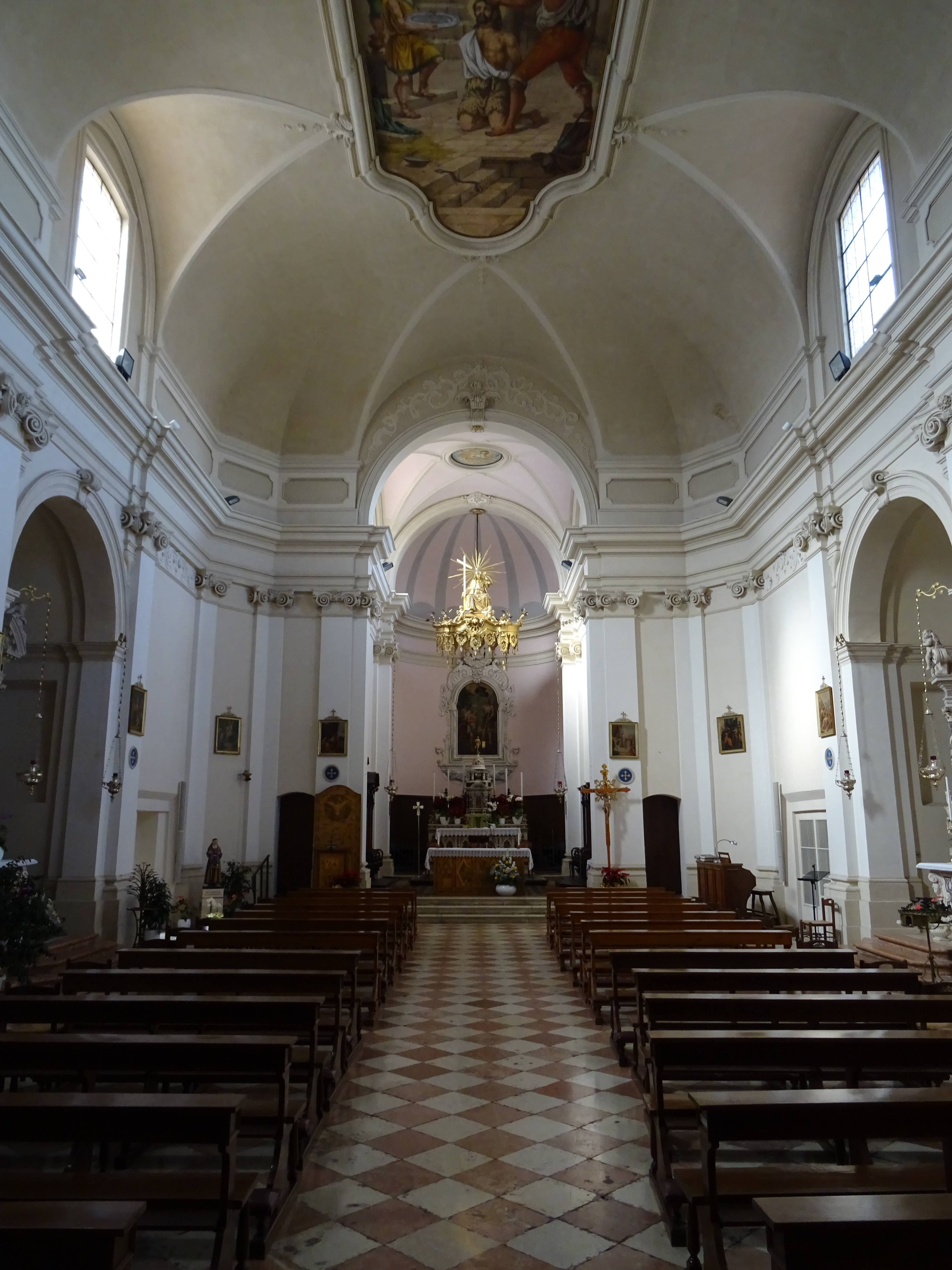
Interno della Chiesa di San Giovanni Battista

- Chiesa di San Giovanni Battista
- Chiesa di San Giovanni Battista
- Interno della Chiesa di San Giovanni Battista

### Evoluzione demografica
Abitanti censiti

## Cultura

### Manifestazioni
- Festa paesana: prima domenica di agosto "Sagra della Madonna della neve"

## Amministrazione
| Periodo           | Periodo           | Primo cittadino   | Partito                                        | Carica                  | Note          |
| ----------------- | ----------------- | ----------------- | ---------------------------------------------- | ----------------------- | ------------- |
| 22 giugno 1985    | 6 giugno 1990     | Stefano Girotto   | Democrazia Cristiana                           | Sindaco                 |               |
| 7 giugno 1990     | 23 aprile 1995    | Antonio Baratella | Indipendente                                   | Sindaco                 |               |
| 24 aprile 1995    | 12 giugno 2004    | Lucillo Girotto   | Lista civica                                   | Sindaco                 | [ 8 ]         |
| 13 giugno 2004    | 25 maggio 2014    | Michele Barbetta  | Lista civica - Ambiente Lavoro Servizi Risorse | Sindaco                 | [ 8 ]         |
| 26 maggio 2014    | 26 maggio 2019    | Andrea Vanni      | Lista civica - Vighizzolo si rinnova           | Sindaco                 | [ 8 ]         |
| 27 maggio 2019    | 25 giugno 2020    | Paolo Vigato      | Lista civica - Crescere Insieme                | Sindaco                 | [ N 1 ] [ 8 ] |
| 25 giugno 2020    | 20 settembre 2020 | Mattia Carniello  | N.D.                                           | Commissario prefettizio | [ 10 ]        |
| 21 settembre 2020 | 21 gennaio 2024   | Ylenia Belluco    | Lista civica - Vighizzolo Innovativo           | Sindaco                 | [ 8 ]         |